# Église Saint-Germain-et-Saint-Sébastien de Grandouet
L'église Saint-Germain-et-Saint-Sébastien de Grandouet est une église catholique située à Cambremer, en France.

## Localisation
L'église est située dans le département français du Calvados, dans le petit bourg de Grandouet, commune associée à Cambremer depuis 1973.

## Architecture

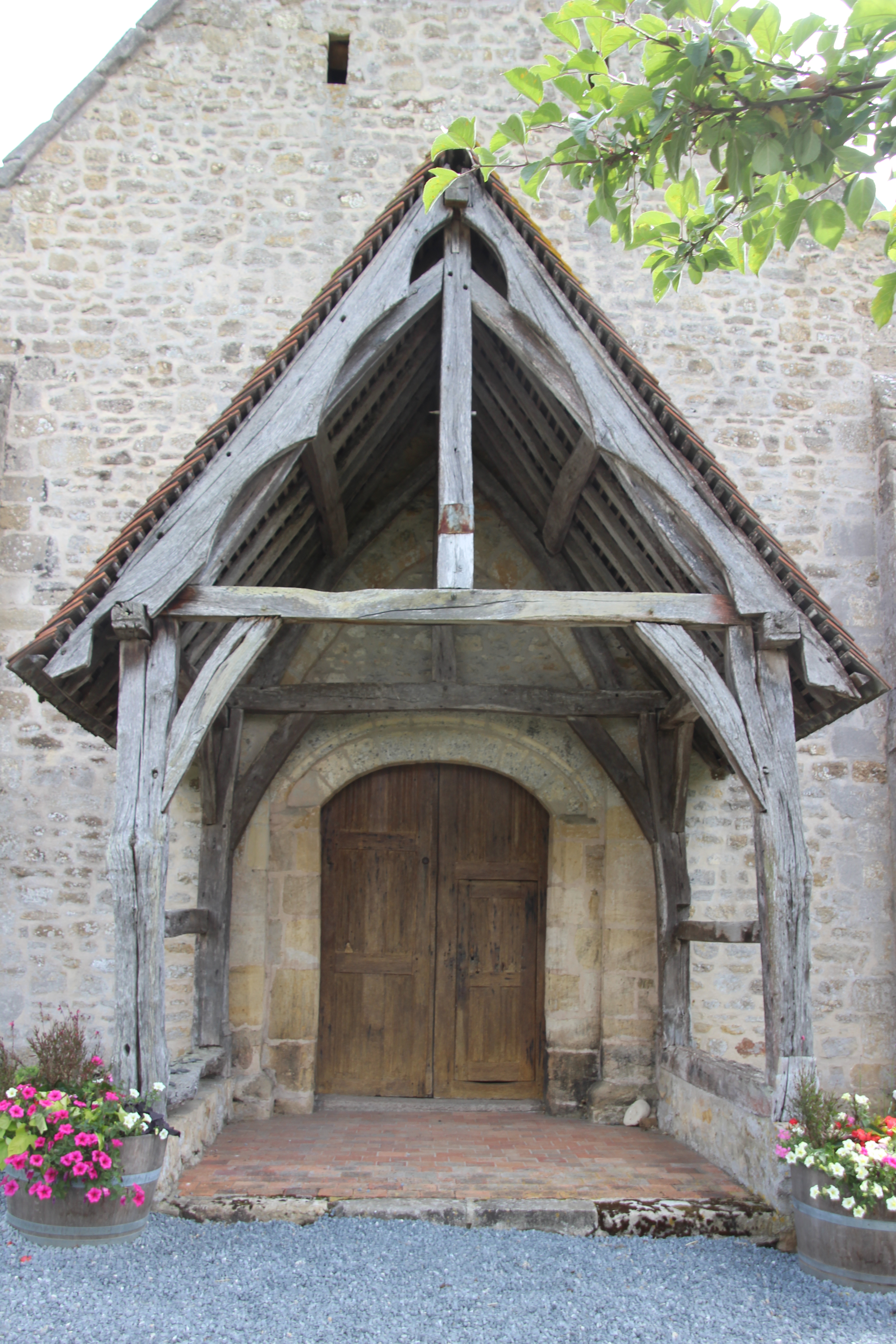
Le porche.

L'édifice est inscrit au titre des monuments historiques depuis le 9 novembre 1977.